# Pierekał-Zawały
Pierekał-Zawały (dawn. Perekał-Zawały) – część miasta Czarna Białostocka w województwie podlaskim.
Pierekały są jednym z pierwszych osiedli w Czarnej Białostockiej. Już w 1639 przez Ordynację Królewskich Puszcz, zostały wymienione jako ostęp - Perekał. Otoczone są lasami Puszczy Knyszyńskiej, w większości iglastymi. Osiedle jest położone w południowo-zachodniej części miasta.

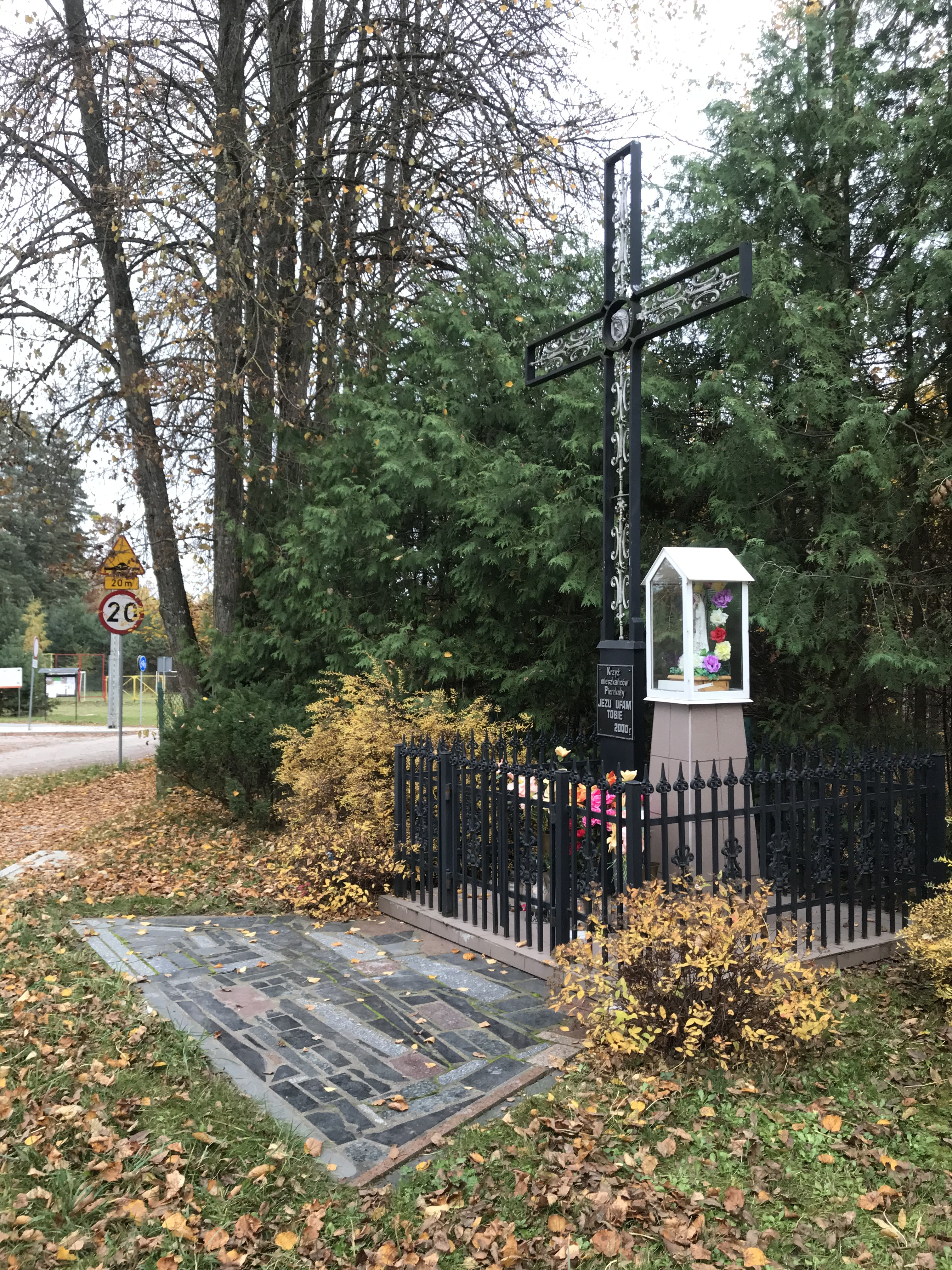
Krzyż mieszkańców osiedla Pierekały z 2000 roku i kapliczka, przy której co roku odbywają się nabożeństwa majowe

## Historia
Do 1954 roku miejscowość należała do gminy Czarna Wieś w powiecie białostockim (przed wojną w województwie białostockim, od 1944 w województwie białostockim)
W 1921 roku kolonia Zawały liczyła 9 mieszkańców narodowści polskiej i wyznania rzymskokatolickiego, zamieszkujących jeden dom. 16 października 1933 utworzono gromadę Perekał-Zawały w gminie Czarna Wieś, składającą się z miejscowości Perekał-Zawały i Niedźwiedzia Gać.
1 lipca 1952 zniesiono gromadę Pierekał-Zawały, włączając ją do gromady Czarna Wieś w gminie Czarna Wieś.
Jesienią 1954, w związku z reformą administracyjną państwa, zniesiono gminy, a dotychczasowa gromada Czarna Wieś (z Pierekałem-Zawałami) weszłа w skład nowo utworzonej gromady Czarna Wieś. Gromadę Czarna Wieś zniesiono 1 stycznia 1956 w związku z nadaniem jej statusu osiedla, przez co Pierekał-Zawały stał się integralną częścią Czarnej Wsi. 18 lipca 1962 osiedle Czarna Wieś otrzymało status miasto o nazwie Czarna Białostocka, w związku z czy Pierekał-Zawały stał się obszarem miejskim.